# Festuca hintoniana
Festuca hintoniana är en gräsart som beskrevs av Evgenii Borisovich Alexeev. Festuca hintoniana ingår i släktet svinglar, och familjen gräs. Inga underarter finns listade i Catalogue of Life.